# Adán Núñez
Adán Nuñez González (* 27. Februar 1974 in Guadalajara, Jalisco) ist ein ehemaliger mexikanischer Fußballspieler auf der Position eines Verteidigers.

## Laufbahn
Nuñez stand während seiner gesamten Profikarriere beim Deportivo Toluca FC unter Vertrag, mit dem er dreimal die mexikanische Fußballmeisterschaft gewann.

## Erfolge
- Mexikanischer Meister: Verano 1998, Verano 1999, Verano 2000